# Свебгард (король Кенту)
Свебгард або Сефґерд (давн-англ. Swæfheard, Suaebhard, Sueaberdus, Suebeard, Suebhard, Webheard, Wæbheard, Swaberht; ? — 692) — король Кенту у 688—692 роках.

## Життєпис
Походив з династії Есквінінгів. Другий син Себбі, короля Ессексу. Про дату народження та молоді роки нічого невідомо. У 686 році брав участь у поході проти Кенту, під час якого було повалено короля Едріка, а новими володарями стали Мул з Вессекської династії та Сігер, родич Свебгарда.
У 687 році після повалення Мула, Сігер зумів зберегти владу над частиною Кенту. Втім він більше опікувався справами Ессексу. Тому зробив намісником в Кенті Свебгарда.
У 688 році після смерті Сігера став королем Західного Кенту. У східній частині панувала кентська знать, яка 689 року обрала королем Освіна. При цьому можливо Свебгард зробив своїм співкоролем сина Свефберта. Тим не менш у 690 році Свебгард вимушений був визнати зверхність Інє, короля Вессексу. Збереглася хартія Свебгарда про дарування земель Еббе, абатисі монастиря на острові Танет та біля Кентербері. Крім того, підпис Свебгарду присутній на двох хартіях Освіна.
У 690 або 691 році Східним Кентом оволодів Вітред, представник кентської династії Ескінгів. У 692 році він виступив проти Свебгарда. У цей час співкороль останнього Свефберт вимушений був відступити за Темзу до Ессексу. Тому Свебгард у липні того ж року зазнав поразки й загинув. Одноосібним володарем Кенту став Вітред.